# Comuna Soveja, Vrancea
Soveja este o comună în județul Vrancea, Moldova, România, formată din satele Dragosloveni (reședința) și Rucăreni.

## Așezare

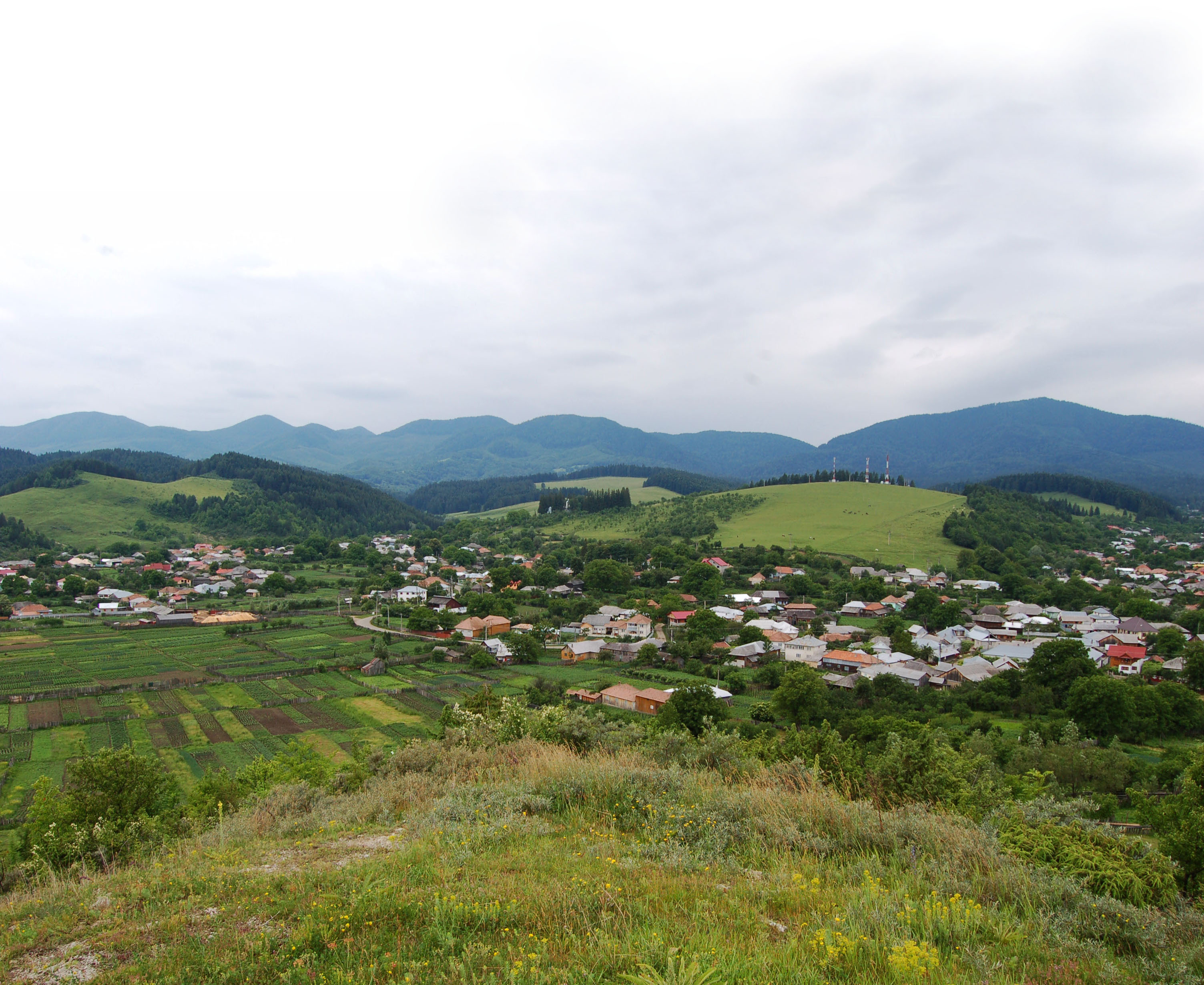
Priveliște din comună

Comuna se află în zona montană din nord-vestul județului, la limita cu județul Bacău, în zona cursului superior al râului Șușița. Este traversată de șoseaua națională DN2L, care o leagă spre sud de Tulnici (unde se termină în DN2D) și spre sud-est de Câmpuri, Răcoasa, Străoane, Panciu și Mărășești (unde se termină în DN2).

## Demografie
Componența etnică a comunei Soveja
     Români (93,82%)
     Alte etnii (0%)
     Necunoscută (6,18%)
Componența confesională a comunei Soveja
     Ortodocși (92,43%)
     Alte religii (0,9%)
     Necunoscută (6,68%)
Conform recensământului efectuat în 2021, populația comunei Soveja se ridică la 2.007 locuitori, în scădere față de recensământul anterior din 2011, când fuseseră înregistrați 2.159 de locuitori. Majoritatea locuitorilor sunt români (93,82%), iar pentru 6,18% nu se cunoaște apartenența etnică. Din punct de vedere confesional, majoritatea locuitorilor sunt ortodocși (92,43%), iar pentru 6,68% nu se cunoaște apartenența confesională.

## Politică și administrație
Comuna Soveja este administrată de un primar și un consiliu local compus din 11 consilieri. Primarul, Ionuț Filimon[*], de la Partidul Național Liberal, este în funcție din octombrie 2020. Începând cu alegerile locale din 2024, consiliul local are următoarea componență pe partide politice:
|  | Partid                    | Consilieri | Componența Consiliului | Componența Consiliului | Componența Consiliului | Componența Consiliului | Componența Consiliului | Componența Consiliului | Componența Consiliului |
|  | ------------------------- | ---------- | ---------------------- | ---------------------- | ---------------------- | ---------------------- | ---------------------- | ---------------------- | ---------------------- |
|  | Partidul Național Liberal | 7          |                        |                        |                        |                        |                        |                        |                        |
|  | Partidul Social Democrat  | 3          |                        |                        |                        |                        |                        |                        |                        |
|  | Alianța Dreapta Unită     | 1          |                        |                        |                        |                        |                        |                        |                        |

## Istorie
La sfârșitul secolului al XIX-lea, comuna făcea parte din plasa Zăbrăuți a județului Putna și era, ca și acum, formată din satele Dragosloveni și Rucăreni, cu 2491 de locuitori. În comună funcționau două biserici și o școală mixtă. Anuarul Socec din 1925 consemnează comuna în plasa Vidra a aceluiași județ, cu o populație de 2500 de locuitori.
În 1950, a fost transferată raionului Panciu din regiunea Putna, apoi (după 1952) din regiunea Bârlad și (după 1956) din regiunea Galați. În 1968, comuna a trecut la județul Vrancea.

## Monumente istorice

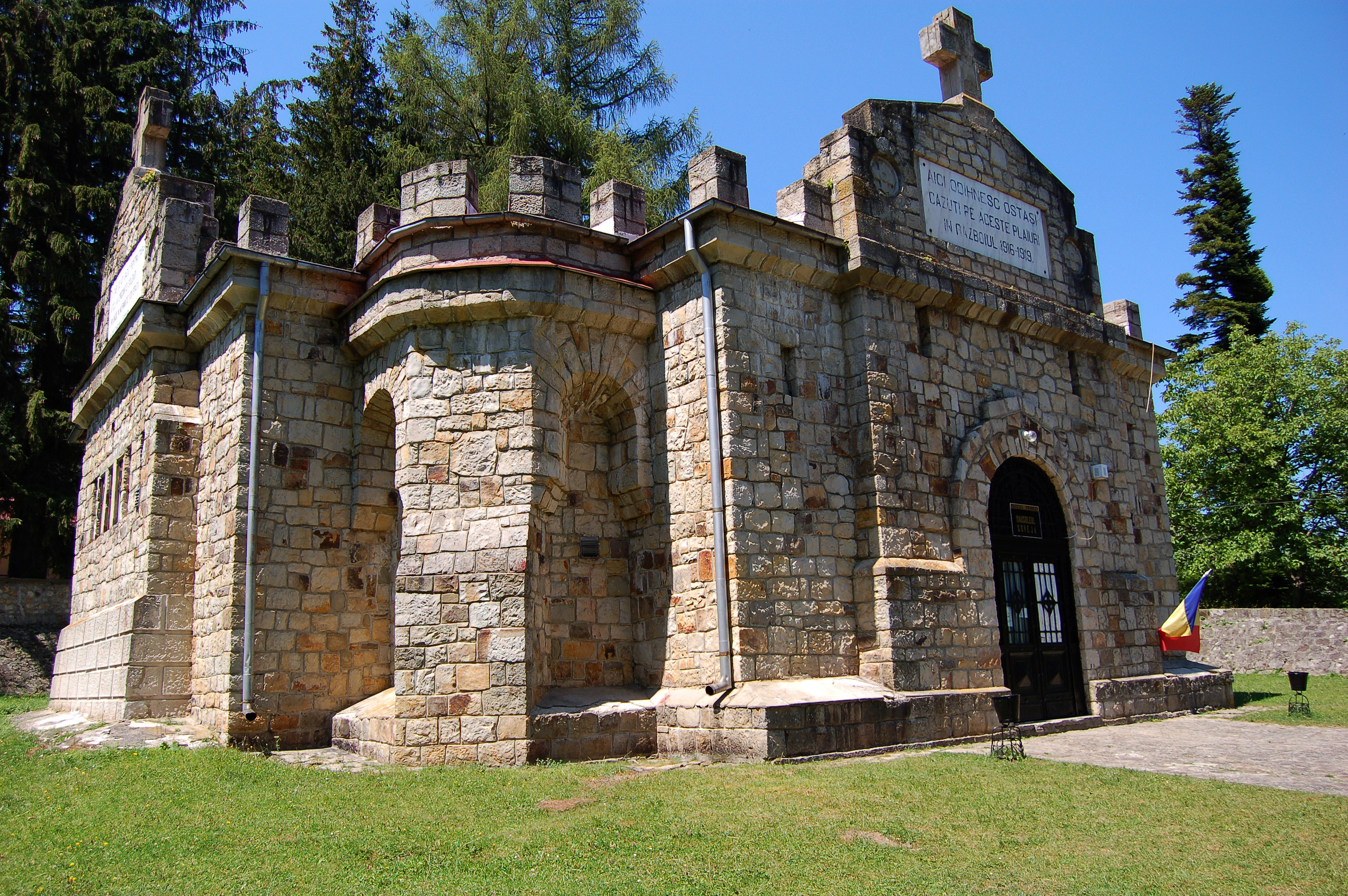
Mausoleul eroilor din Primul Război Mondial, monument memorial de interes național din comuna Soveja

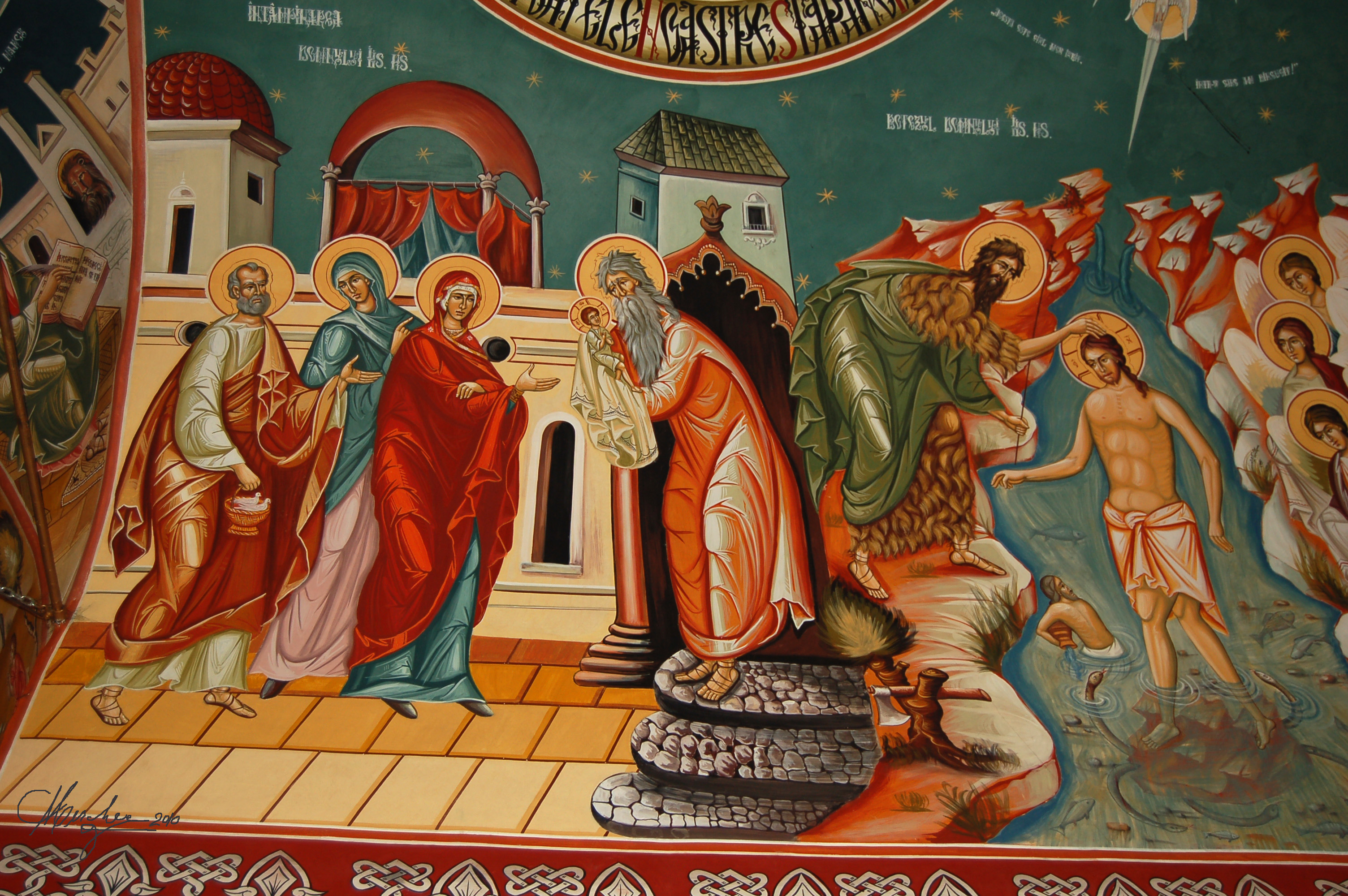

În comuna Soveja se află fosta mănăstire Soveja, monument istoric de arhitectură de interes național, ridicată în 1645 de Matei Basarab, din care se păstrează biserica „Nașterea Domnului”, turnul clopotniță și fragmente din zidul de incintă. La Mânăstirea Soveja a fost surghiunit Alecu Russo de către domnitorul Mihail Sturza în urma reprezentării comediei Jicnicerul Vadră.  Aici scriitorul ascultă de la rapsozii locului cântece, balade, doine, una dintre acestea fiind balada Miorița pe care o va transmite lui Vasile Alecsandri. În timpul surghiunului său de 5 săptămâni, scrie jurnalul Soveja. Ziarul unui exilat politic la 1846, publicat postum de Al. Odobescu.
Un alt monument de interes național din comună este Mausoleul Eroilor din Primul Război Mondial, construit între 1923 și 1928 și inaugurat în 1929 și clasificat ca monument funerar sau memorial.

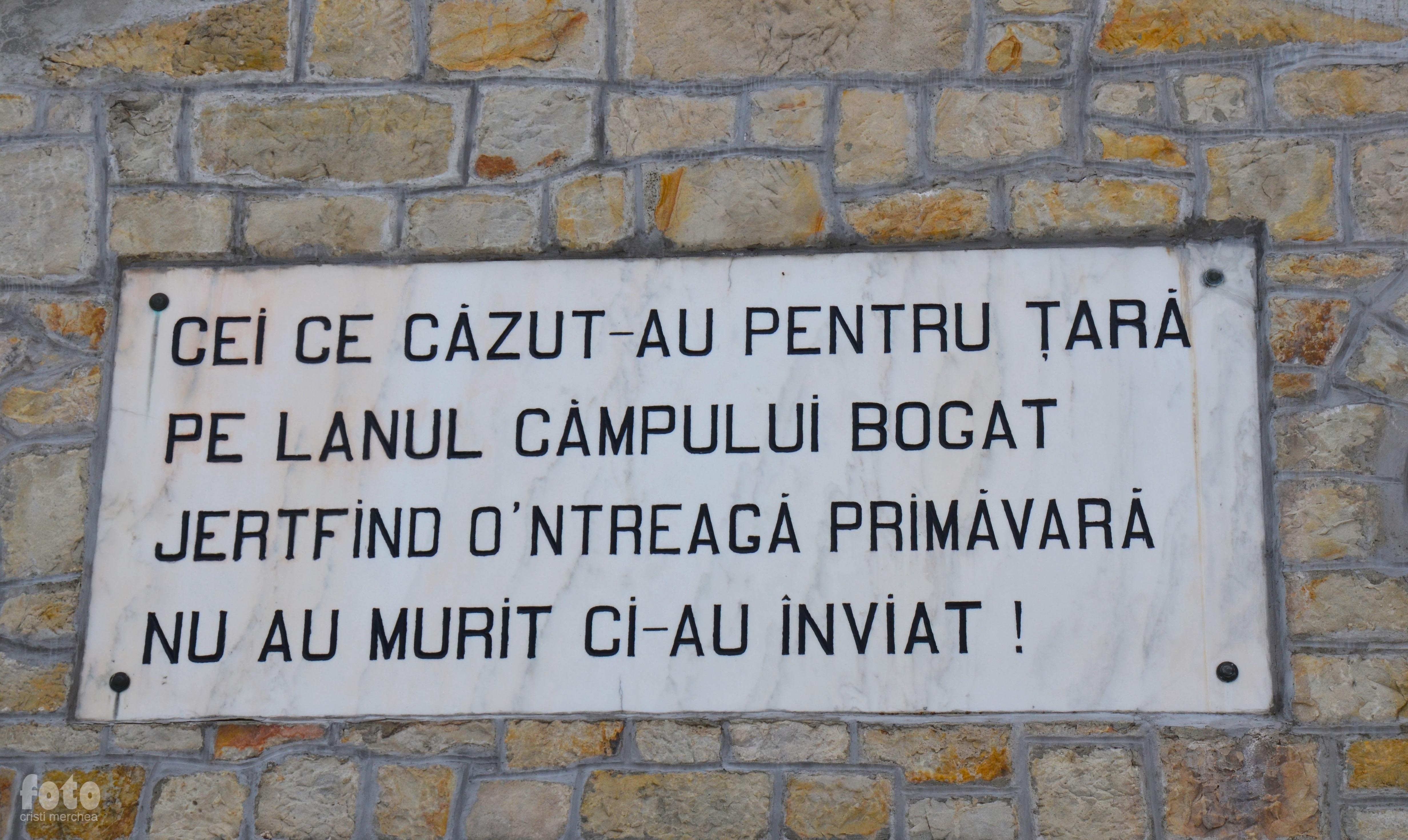

În rest, în comună mai există două obiective incluse în lista monumentelor istorice din județul Vrancea ca monumente de interes local. Unul este clasificat ca monument memorial sau funerar — cimitirul ostașilor germani aflat la marginea mănăstirii. Celălalt este un sit arheologic aflat la sud-est de satul Dragosloveni și care cuprinde urmele unor așezări din eneolitic(cultura Cucuteni faza A), Epoca Bronzului și perioada Latène (cultura geto-dacă).

## Personalități
- Simion Mehedinți (1869-1962), academician, geograf și geopolitician.
- Alexandru Hanță (1932 - 2008), profesor universitar.
- Gheorghiță Geană, profesor universitar, filosof, antropolog.
- Nicolae Turcan, conferențiar universitar, filosof, teolog.
- Gheorghe Nedelcu, conferențiar universitar, doctor în chimie.
- Constantin Fătu, profesor universitar, medic.